# Чистец ложнохлопьевидный
Чистец ложнохлопьевидный (лат. Stáchys pseudofloccosa) — вид многолетних травянистых растений рода Чистец (Stachys) семейства Яснотковые (Lamiaceae).

## Распространение и экология
Распространён в Памиро-Алае. Эндемик. Описан с Туркестанского хребта.
Растёт в древесно-кустарниковом поясе, по щебенистым южным склонам.

## Ботаническое описание
Стебли от основания прямые или слегка изогнутые, наверху ветвистые, высотой 60—70 см.
Нижние и средние стеблевые листья яйцевидные, округло-городчатые, длиной 4—4,5 см, шириной 2—3 см; верхние прицветные — схожие, уменьшенные, сидячие; верхушечные — яйцевидно-ланцетные, длиной 8—10 см, шириной 3—4 см; нижние на черешках длиной 1,5—2,5 см, прицветние — сидячие.
Соцветие длинное, 8—12-цветковое, нижние мутовки расставленные, верхние — сближенные; прицветники ланцетные; чашечка колокольчатая, с ланцетными зубцами длиной 3—3,5 мм; венчик розовато-лиловый.
Орешки трёхгранные, голые.

## Классификация

### Таксономия
Вид Чистец ложнохлопьевидный входит в род Чистец (Stachys) подсемейства Яснотковые (Lamioideae) семейства Яснотковые (Lamiaceae) порядка Ясноткоцветные (Lamiales).
|  |                                      |  |                                                             |                                                             |                      |  | ещё около 20 семейств (согласно Системе APG II) | ещё около 20 семейств (согласно Системе APG II) |                         |  |  |  | ещё около 35 родов  | ещё около 35 родов           |  |  |
|  |                                      |  |                                                             |                                                             |                      |  | ещё около 20 семейств (согласно Системе APG II) | ещё около 20 семейств (согласно Системе APG II) |                         |  |  |  | ещё около 35 родов  | ещё около 35 родов           |  |  |
|  |                                      |  |                                                             | порядок Ясноткоцветные                                      |                      |  |                                                 |                                                 | подсемейство Яснотковые |  |  |  |                     | вид Чистец ложнохлопьевидный |  |  |
|  |                                      |  |                                                             | порядок Ясноткоцветные                                      |                      |  |                                                 |                                                 | подсемейство Яснотковые |  |  |  |                     | вид Чистец ложнохлопьевидный |  |  |
|  | отдел Цветковые, или Покрытосеменные |  |                                                             |                                                             | семейство Яснотковые |  |                                                 |                                                 | род Чистец              |  |  |  |                     |                              |  |  |
|  | отдел Цветковые, или Покрытосеменные |  |                                                             |                                                             |                      |  |                                                 |                                                 |                         |  |  |  |                     |                              |  |  |
|  |                                      |  | ещё 44 порядка цветковых растений (согласно Системе APG II) | ещё 44 порядка цветковых растений (согласно Системе APG II) |                      |  |                                                 | ещё 7 подсемейств                               | ещё 7 подсемейств       |  |  |  | ещё более 300 видов |                              |  |  |
|  |                                      |  |                                                             | ещё 44 порядка цветковых растений (согласно Системе APG II) |                      |  |                                                 |                                                 | ещё 7 подсемейств       |  |  |  |                     |                              |  |  |